# Stăpânul lumii (film din 1961)
Stăpânul lumii (Master of the World) este un film SF american din 1960 regizat de William Witney. În rolurile principale joacă actorii Vincent Price, Charles Bronson și Henry Hull. Scenariul este scris de Richard Matheson și se bazează pe două romane de Jules Verne: Robur Cuceritorul și Stăpânul lumii.
În scenariu, Richard Matheson a combinat elemente din carte (în special personajul Strock) cu mare parte din predecesorul romanului, Robur Cuceritorul (unul dintre exemple fiind folosirea Albatrosului, nu a Fantomei), adăugând și elemente tematice proprii. Un articol din revista Filmfax, editată de American International Pictures, include o fotografie a unui model de "Fantomă", pregătit pentru un film nerealizat, Stratofin, care ar fi urmat să fie continuarea la Master of the World.

## Prezentare
Lumea la sfârșitul secolului al 19-lea: Un om de știință și echipa sa sunt ținuți ca "oaspeți" de către Robur pe dirijabilul său, el dorește să-l foloseacă pentru a asigura pacea pe pământ. Pace cu toți, chiar dacă are de gând să bombardeze toate obiectivele militare de peste tot în lume. Poate omul de știință să-l oprească?

## Actori
- Vincent Price este Robur
- Charles Bronson este John Strock
- Henry Hull este Prudent
- Mary Webster este Dorothy Prudent
- David Frankham este Philip Evans
- Richard Harrison este Alistair The Helmsman
- Vito Scotti este Topage (airship chef)
- Wally Campo este First Mate Turner
- Ken Terrell este Crewman Shanks